# Fixateur externe

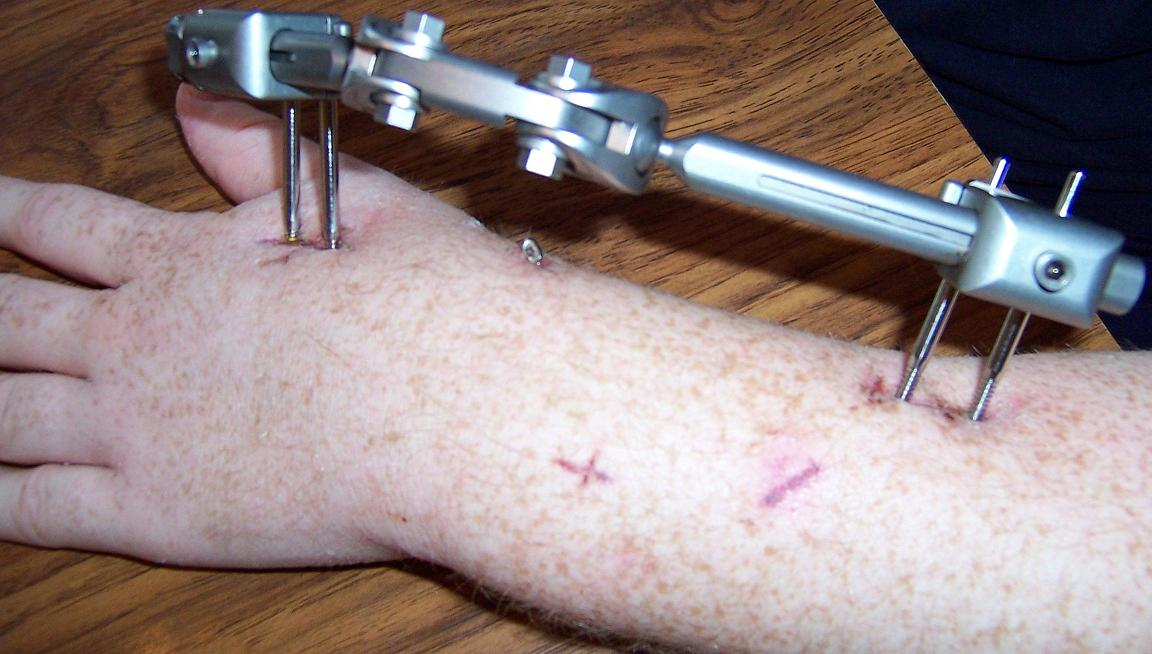
Un fixateur externe utilisé dans le traitement d'une fracture du radius.

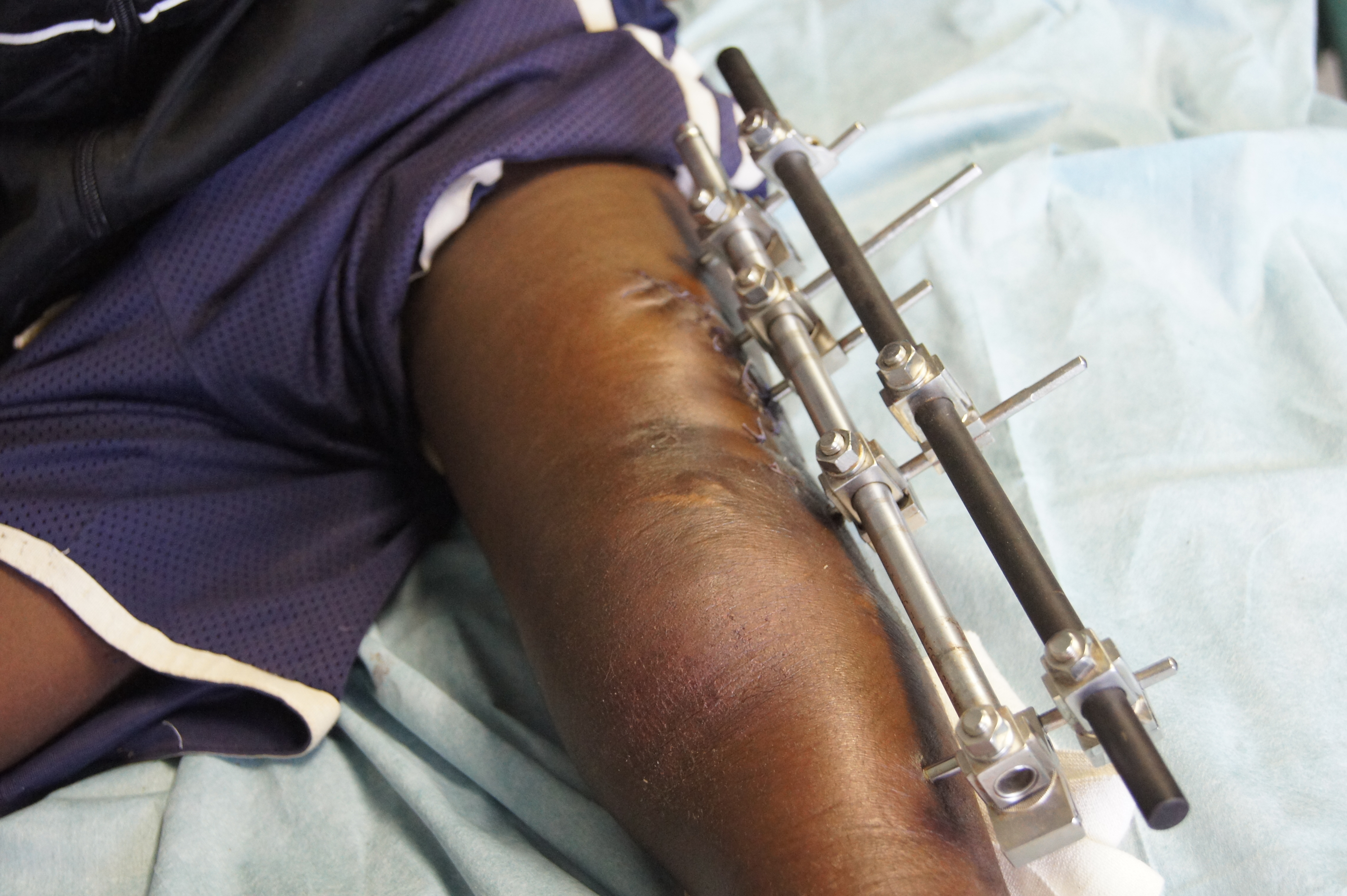
Fixateur externe sur un fémur (Angola, 2015).

Un fixateur externe est un procédé chirurgical d'ostéosynthèse (fixation d'os) utilisant des fiches métalliques ou « broches » implantées dans l'os à travers la peau, reliées par une barre métallique solidarisée aux fiches par des étaux, serrés lors de la mise en place en salle d'opération.
Cette technique permet principalement la réduction de fractures (surtout au niveau du poignet) et peut être utilisée pour l'allongement des jambes (dans ce cas, une distraction est appliquée après ostéotomie).
Depuis quelques années, de mini-fixateurs externes sont utilisés dans certains cas de fracture de la main.
Cette technique présente plusieurs avantages :
- technique simple et relativement rapide ;
- pas d'implant au niveau du foyer fracturaire ;
- retrait facile en secteur ambulatoire (pas de nouvelle hospitalisation requise) ;
- risque infectieux diminué ;
- pas de pose de plâtre nécessaire ;
- mobilisation active précoce.

les inconvénients :
- gêne du matériel.
- rares réactions locales ou infection des fiches cutanées.
- contre-indiqué en cas d'ostéoporose.